# Amellus
Amellus es un género de plantas con flores perteneciente a la familia Asteraceae, nativo de África. Comprende 54 especies descritas y de estas, solo 12 aceptadas.

## Taxonomía
El género fue descrito por Carlos Linneo y publicado en Systema Naturae, Editio Decima 2: 1225, 1377. 1759.

## Especies
A continuación se brinda un listado de las especies del género Amellus aceptadas hasta junio de 2011, ordenadas alfabéticamente. Para cada una se indica el nombre binomial seguido del autor, abreviado según las convenciones y usos.
- Amellus alternifolius Roth
- Amellus asteroides (L.) Druce
- Amellus capensis (Walp.) Hutch.
- Amellus coilopodius DC.
- Amellus epaleaceus O.Hoffm.
- Amellus flosculosus DC.
- Amellus microglossus DC.
- Amellus nanus DC.
- Amellus reductus Rommel
- Amellus strigosus (Thunb.) Less.
- Amellus tenuifolius Burm.f.
- Amellus tridactylus DC.